# 福田えり
福田 えり（ふくだ えり、1983年4月26日 - ）は、日本の舞台女優である。大阪府池田市出身。ジャンクション所属。ユニバーサル・スタジオ・ジャパンのショー・アトラクション『ウィケッド』によりデビュー。

## 略歴
アルゼンチンに住むタンゴダンサーの姉をもち、彼女の影響で幼い頃から宝塚を観劇していた。17歳で進学を考えたとき、宝塚へ受験する意欲が湧き、レッスンへと通う日々が続いた。最初の受験はレッスンを始めて数ヶ月だったこともあり、第一次審査で落選。翌年は最終試験まで進んだものの再び落選。その後は1年間浪人となった。その後、舞台に立つため大阪芸術大学に入学した。
23歳のときにオーディションを受け、『ウィケッド』の立ち上げメンバーに合格した。在学中に現場の舞台に立つというのはイレギュラーなことだったが、大学の学科長である浜畑賢吉が「現場でやるのが一番勉強になる。大学に在籍しながら頑張ってみなさい」と背中を押した。そのため、大学最後の1年間は『ウィケッド』にアンサンブルとして出演しながら授業を受けていた。ショー終了後もユニバーサル・スタジオ・ジャパンで仕事を続ける選択肢もあったが、立ち上げから1年が経ち、大学卒業のタイミングでもあったため、東京へ行くこととなった。
東京で最初に出演した作品は坂本昌行主演の『ALL SHOOK UP』、ターニングポイントとして2013年に出演した『ミス・サイゴン』を挙げている。

## 出演

### 舞台
- ウィケッド（ - 2011年、ユニバーサル・スタジオ・ジャパン）アンサンブル[1]
- 新感線☆RX『五右衛門ロック』（2008年7月6日 - 7月28日、新宿コマ劇場）アンサンブル[2][3]
- グリース（青山劇場）チャチャ 役
- Jewel（銀河劇場）
- TITANIC the musical（青山劇場）
- COCO（2009年7月6日 - 7月20日、ル テアトル銀座 by PARCO）[4]
- ALL SHOOK UP（2009年10月9日 - 10月17日、青山劇場）[5]
- ファニーガール（2010年1月8日 - 1月17日: 赤坂ACTシアター、2010年1月27日 - 1月30日: 梅田芸術劇場メインホール）[6]
- それぞれのコンサート 市村正親（2010年、ルテアトル銀座）
- Pal Joey（2010年10月2日 - 10月17日、青山劇場）[7]
- ZORRO THE MUSICAL（2011年1月13日 - 2月28日: 日生劇場、3月5日 - 3月20日: 中日劇場、3月24日 - 3月28日: 梅田芸術劇場メインホール）[8]
- モンティ・パイソンのスパマロット（2012年1月9日 - 1月22日、赤坂ACTシアター）[9]
- ミス・サイゴン（2012年7月1日 - 2013年1月17日、全国ツアー）[10]
- ONE-HEART MUSICAL FESTIVAL 2013夏（2013年7月12日 - 7月18日、シアタークリエ）[11]
- 吉野圭吾トークライブ（2013年9月7日、東京會舘）
- エニシング・ゴーズ（2013年10月7日 - 10月28日、帝国劇場）[12]
- フル・モンティ（2014年1月31日 - 2月16日、東京シアターフォーラムC）
- ミス・サイゴン（2014年7月21日 - 2014年10月5日、全国ツアー）[13]
- U・TAI・MA・SHOW（2014年、草月ホール）
- モンティ・パイソンのSPAMALOT（2015年2月16日 - 3月1日: 赤坂ACTシアター、3月6日 - 3月8日: 森ノ宮ピロティホール、3月14日 - 3月15日: 福岡市民会館）[14]
- エリザベート（2015年6月11日 - 8月26日、帝国劇場）[15]
- ダンス オブ ヴァンパイア（2015年11月3日 - 11月30日、帝国劇場）[16]
- U・TAI・MA・SHOW（2015年、草月ホール）
- エドウィン・ドルードの謎（2016年3月27日 - 3月29日: THEATRE1010、4月4日 - 4月25日: シアタークリエ、4月28日 - 5月1日: サンケイホールブリーゼ、5月4日 - 5月7日: 中日劇場、5月14日 - 5月15日: 福岡市民会館）[17]
- エリザベート（2016年6月28日 - 7月26日: 帝国劇場、8月6日 - 9月4日: 博多座、9月11日 - 9月30日: 梅田芸術劇場メインホール、10月8日 - 10月23日: 中日劇場）[18]
- フランケンシュタイン（2017年1月8日 - 1月29日: 日生劇場、2月2日 - 2月5日: 梅田芸術劇場メインホール、2月10日 - 2月12日: キャナルシティ劇場、2月17日 - 2月18日: 愛知県芸術劇場大ホール）[19]
- will（2017年、大手町ホール他）
- ヤングフランケンシュタイン（2017年8月11日 - 9月3日: 東京国際フォーラム ホールC、9月7日 - 9月10日: オリックス劇）[20]
- ブロードウェイと銃弾（2018年2月7日 - 2月28日: 日生劇場、3月5日 - 3月20日: 梅田芸術劇場メインホール、3月24日 - 4月1日: 博多座）[21]
- モーツァルト！（2018年5月26日 - 6月28日、帝国劇場）[22]
- サムシング・ロッテン！（2018年12月17日 - 12月30日、東京国際フォーラム ホールC）[23]
- ONE MAN STANDING 2019　The Greatest Symphony（2019年5月22日 - 5月26日、Bunkamuraオーチャードホール）[24]
- ペテン師と詐欺師（2019年9月1日 - 9月26日、新橋演舞場）[25]
- ファントム（2019年11月9日 - 12月1日: 赤坂ACTシアター、12月7日 - 12月16日: 梅田芸術劇場メインホール）[26]
- 天保十二年のシェイクスピア（2020年2月8日 - 2月29日2月8日 - 2月27日｛2月28日 - 2月29日は公演中止｝: 日生劇場、3月5日 - 3月10日: 梅田芸術劇場メインホール｛全公演中止｝）[27]
- ジョセフ・アンド・アメージング・テクニカラー・ドリームコート（2020年4月7日 - 2月29日: 日生劇場、5月14日 - 5月18日: 梅田芸術劇場メインホール｛全公演中止｝）
- プロデューサーズ（2020年11月9日 - 12月6日、東急シアターオーブ）[28]
- BARNUM（2021年3月6日 - 3月23日: 東京芸術劇場 プレイハウス、3月26日 - 3月28日: 兵庫県立芸術文化センター 中ホール、4月2日: グリーンホール相模大野）[29]
- SHOWTIME（2021年6月23日 - 6月27日、東急シアターオーブ）[30]
- ジーザス・クライスト＝スーパースター in コンサート（2021年7月12日 - 7月27日7月12日 - 7月21日｛7月22日 - 7月24日は公演中止｝、東急シアターオーブ）[31]
- フィスト・オブ・ノーススター～北斗の拳～（2021年12月8日 - 12月29日: 日生劇場、2022年1月8日 - 1月9日: 梅田芸術劇場メインホール、1月15日 - 1月16日: 愛知県芸術劇場　大ホール）アンサンブル[32]
- カーテンズ（2022年2月26日 - 3月13日: 東京国際フォーラム ホールC、3月18日 - 3月22日: 大阪新歌舞伎座、3月26日 - 3月27日: 愛知県芸術劇場　大ホール）アンサンブル[33]
- THE BOY FROM OZ（2022年6月18日 - 7月3日: 東急シアターオーブ、7月14日 - 7月16日: オリックス劇場）[34]
- シュレック・ザ・ミュージカル（2022年8月15日 - 8月28日8月15日 - 8月17日、8月25日 - 8月28日｛8月18日 - 8月24日は公演中止｝、東京建物 Brillia HALL）フィオナ 役[35][36]
- 天使にラブ・ソングを～シスターアクト～（2022年11月13日 - 12月4日: 東急シアターオーブ、12月9日 - 12月12日: 梅田芸術劇場メインホール、12月17日 - 12月18日: 上野学園ホール、12月24日 - 12月25日: 愛知県芸術劇場 大ホール、12月29日 - 2023年1月4日: 博多座、1月21日 - 1月22日: ホクト文化ホール）[37][38]
- テラヤマ・キャバレー（2024年2月9日 - 29日: 日生劇場、3月5日 - 10日: 梅田芸術劇場メインホール）[39]
- モンパルナスの奇跡〜孤高の画家モディリアーニ〜（2024年6月15日 - 23日: よみうり大手町ホール）[40]
- 天保十二年のシェイクスピア（2024年12月9日 - 29日、日生劇場 / 2025年1月5日 - 7日、梅田芸術劇場 / 2025年1月11日 - 13日、博多座 / 2025年1月18日・19日、オーバード・ホール / 2025年1月25日・26日、愛知県芸術劇場）[41][42]
- スクールアイドルミュージカル（2025年2月9日 - 19日、日本青年館ホール /  4月4日 - 6日、 大阪新歌舞伎座） - 滝沢キョウカ 役[43]
- エリザベート（2025年10月10日 - 11月29日〈予定〉、東急シアターオーブ / 12月9日 - 18日〈予定〉、札幌文化芸術劇場 hitaru / 12月29日 - 2026年1月10日〈予定〉、梅田芸術劇場 メインホール / 1月19日 - 31日〈予定〉、博多座） - リヒテンシュタイン 役[44]